# Billy Harris (Eishockeyspieler, 1935)
William Edward „Billy“ Harris (* 29. Juli 1935 in Toronto, Ontario; † 20. September 2001) war ein kanadischer Eishockeyspieler (Center) und -trainer, der von 1955 bis 1969 für die Toronto Maple Leafs, Detroit Red Wings, Oakland Seals und Pittsburgh Penguins in der National Hockey League spielte.

## Karriere
Als Junior spielte er in der Ontario Hockey Association bei den Toronto Marlboros. Mit diesem Team, das die Nachwuchsarbeit für die Toronto Maple Leafs leistete, gewann er 1955 den Memorial Cup.
Zur Saison 1955/56 gab Harris sein NHL-Debüt für die Toronto Maple Leafs. Das zweite Jahr spielte er häufig in der American Hockey League bei den Rochester Americans, danach hatte er sich seinen Stammplatz bei den Leafs erkämpft. Bis 1965 blieb er bei den Leafs, mit denen er dreimal den Stanley Cup gewann. Als leidenschaftlicher Fotograf hielt er die zehn Jahre mit den Leafs fest und veröffentlichte die Bilder im Buch The Glory Years: Memoirs of a Decade – 1955–65.
Im Mai 1965 gaben die Leafs ihn zusammen mit Andy Bathgate und Gary Jarrett im Tausch für Marcel Pronovost, Eddie Joyal, Autry Erickson, Larry Jeffrey und Lowell MacDonald an die Detroit Red Wings ab. Dort wurde er meist in der AHL bei den Pittsburgh Hornets eingesetzt, mit denen er den Calder Cup errang.
Beim NHL Expansion Draft 1967 wurde er von den Oakland Seals ausgewählt. Dort war er einer der besseren Scorer im Team. Im Laufe der Saison 1968/69 wurde er an die Pittsburgh Penguins abgegeben, bei denen er die Saison zu Ende brachte, bevor er seine Profi-Karriere beendete. Er spielte noch für die kanadische Nationalmannschaft bei der Weltmeisterschaft 1969.
Als Trainer übernahm Harris die schwedische Nationalmannschaft. Er gewann bei der Weltmeisterschaft 1972 die Bronzemedaille und leitete das Team bei den Olympischen Winterspielen 1972 in Sapporo. Danach war er der erste Trainer der neu gegründeten Ottawa Nationals in der World Hockey Association. Ein Jahr später zog er zur Saison 1973/74 mit seinem Team in seine Heimatstadt nach Toronto. Das Team hieß nun Toronto Toros. Er wurde als bester Trainer der WHA mit der Howard Baldwin Trophy ausgezeichnet. Er war auch bei der Summit Series 1974 Trainer des kanadischen Teams. Zwischen 1976 und 1978 war er Cheftrainer der italienischen Nationalmannschaft.
Anfang der 1980er Jahre war er in der NHL Assistenztrainer von Glen Sather bei den Edmonton Oilers. Später trainierte er die Sudbury Wolves aus der Ontario Hockey League.
Im Alter von 66 Jahren verstarb Harris am 20. September 2001 an den Folgen einer Krebserkrankung.

## Sportliche Erfolge
- Memorial Cup: 1955
- Calder Cup: 1965 und 1967
- Stanley Cup: 1962, 1963 und 1964

### Persönliche Auszeichnungen
- Teilnahme am NHL All-Star Game: 1958, 1962, 1963 und 1964
- Howard Baldwin Trophy: 1974